# Pitomi sljez
Pitomi sljez, (ljekoviti bijeli sljez, lat. Althaea officinalis), je trajna zelen visoka preko 1m. Cijela površina je prekrivena obiljem trihomima, te su veliki i naborani listovi mekani, sivkastozelene boje. U pazušcima listova smješteni su veliki cvjetovi bijele ili svijetloružičaste boje. 
Pitomi sljez raste na vlažnim mjestima u srednjoj i južnoj Europi, te zapadnoj Aziji.
Listovi, cvjetovi i korijenje A. officinalis se koriste u medicini, a mlado lišće i korijen su jestivi. 
Ekstrakt iz korijena se koristi u pripravi bliskoistočnog jela halve.
Pitomi sljez je rijetka biljna vrsta koja daje tri droge:
- korijen (lat. Althaeae radix),
- list (lat. Althaeae folium) i
- cvijet (lat. Althaeae flos)

Pitomi sljez se uzgaja se i u vrtovima kao ukrasna biljka. Ne smije se brkati s bijelim sljezom (Alcea)

## Sastojci
Korijen biljke sadrži škrob (do 37%), sluzave tvari (35%), pektin (11-16%), šećer (8%), karoten, lecitin, fitosterol, mineralne soli i masno ulje (1-1,5 %). Korijen sadrži esencijalne aminokiseline važne za ljudsko tijelo, i to od 2 do 19,8% asparagina i do 4% betaina .
Listovi, pored toga, sadrže sluz, eterično ulje, tvari slične gumama, askorbinsku kiselinu, karoten.
Masno ulje sjemenki sadrži oleinsku kiselinu (30,8%), α-linoleinsku (52,9%)i α-linolenska kiselinu (1,85%) i β-linolensku kiselina (0,65%).
Količina šećera, sluzi i drugih tvari varira. Pepeo je bogat fosfatima  .

## Djelovanje
Korijen ljekovitog sljeza je tipična ljekovita biljka koja sadrži sluz, u smislu broja i sadržaja aktivnih tvari gotovo je ekvivalentan sjemenkama lana. Pripravci ove biljke olakšavaju spontanu regeneraciju tkiva, smanjuju upalne procese, djeluje kao ekspektorans. Velika količina vodenih ekstrakata obuhvaća želučanu sluzokožu, a učinak je bolji, što je veća kiselost želučanog soka.

## Sinonimi
- Althaea balearica J.J.Rodr.
- Althaea kragujevacensis Pančić
- Althaea multiflora Rchb. ex Regel
- Althaea officinalis subsp. micrantha Dostál
- Althaea pulchra Klotzsch
- Althaea sublobata Stokes
- Althaea taurinensis DC.
- Malva althaea E.H.L.Krause
- Malva officinalis (L.) K.F.Schimp. & Spenn.